# حمله ساسانیان به ارمنستان
حمله ساسانیان به ارمنستان یک کارزار نظامی بود که از سال ۶۰۳ تا ۶۱۰ میلادی رخ داد. در نتیجه یک کشمکش طولانی، ایرانیان سرانجام رومیان را شکست داده و ارمنستان را تصرف کردند.

## پیش‌زمینه
در نتیجه جنگ‌های پیشین (۵۷۲ تا ۵۹۱ میلادی)، ساسانیان بیشتر سرزمین‌های قفقاز را از دست داده و به سمت شرق عقب رانده شدند. با این حال، اقدامات بیزانس خزانه‌شان را خالی کرد و علاوه بر این، به دلیل قتل موریس و غصب قدرت توسط فوکاس، بحرانی در کشور آغاز شد. ارمنستان قرار بود در آغاز جنگ، صحنه اصلی عملیات نظامی شود، زیرا جغرافیای پیچیده و سیستم استحکامات قوی داشت، علاوه بر این، ایرانیان نیاز داشتند سرزمینی را که قبلاً توسط بیزانس اشغال شده بود، بازگردانند.

## حمله
در سال ۶۰۳ میلادی، ساسانیان با نیروهای بزرگی به قلمرو بیزانس حمله کردند، اولین نقطه شهر دارا بود که در سال ۶۰۵ میلادی سقوط کرد. فرمانده ایرانی ذوان وِه می‌خواست موفقیت خود را ادامه دهد، اما در نبردی با رومیان در نزدیکی ایروان شکست خورد. در همان زمان، فرمانده رومی ژرمنوس نیز در نتیجه یک درگیری ناموفق در نزدیکی شهر کنستانتین کشته شد. در سال ۶۰۵، ایرانیان توانستند با قتل‌عام اردوگاه اسیران، شکست قاطع دیگری را به رومیان وارد کنند. در چند سال بعد، هیچ‌یک از طرفین نتوانستند در این قلمرو جای پا پیدا کنند، تا اینکه سرانجام، ایرانیان دو شکست را در تئودوپولیس به رومیان وارد کردند و پس از مدتی، شهر را مجبور به تسلیم کردند. تا سال ۶۱۰، تمام ارمنستان توسط ساسانیان تسخیر شده بود. موفقیت آنها با این واقعیت همراه بود که بهترین فرمانده رومی، نارسس علیه فوکاس شورش کرد و از ایرانیان حمایت کرد.

## پیامد
تمام تلاش‌ها برای متوقف کردن ایرانیان بی‌فایده بود، آنها تنها زمانی متوقف شدند که به اوج معینی از فتوحات ممکن، واقع در نزدیکی کلسدون، که در چند مایلی قسطنطنیه قرار داشت، رسیدند. در آینده، بیزانس سعی کرد که به ایرانیان حمله کند، اما در نبرد انطاکیه در ۶۱۳ میلادی شکست سختی خورد و بار دیگر سرزمین‌هایش را از دست داد. اوضاع بیزانس تا دهه ۶۲۰، بهبود نیافت و آن‌ها قادر نبودند تا آنزمان ایرانیان را شکست دهند.

### کتابشناسی
- گریترکس، جفری (۱۹۹۱). مرز شرقی روم و جنگ‌های ایران. بخش دوم. ۳۶۳–۶۳۰ پس از میلاد. راتلج. شابک ۰-۴۱۵-۱۴۶۸۷-۹.
- دکر، مایکل جی. (۲۰۲۲). امپراتوری ساسانی در جنگ. ایران، روم و ظهور اسلام. وستولم پابلیشینگ، ال‌ال‌سی. شابک ۹۷۸-۱-۵۹۴۱۶-۶۹۲-۱.
- نوروویچ، جان (۲۰۲۳). تاریخ امپراتوری بیزانس: از تأسیس قسطنطنیه تا فروپاشی دولت. مسکو: کولیبری. شابک ۹۷۸-۵-۳۸۹-۱۹۵۹۱-۲.
- دمیتریف، ولادیمیر (۲۰۰۸). مبارزه امپراتوری بیزانس و ایران ساسانی برای برتری در خاور نزدیک (به رو). پسکوف. شابک ۹۷۸-۵-۸۷۸۵۴-۴۲۹-۰.